# Двуглав мишничен мускул
Двуглавият мишничен мускул (musculus biceps brachii), известен повече като бицепс, е най-повърхностният от предната група мускули на мишницата. Той е мускулът, който е най-често използван като символ за мускулна сила. Разположен е около мишничната кост и осъществява сгъване в ставите, поради което се нарича още „сгъвач“. Той изпъква под кожата, особено при съкращаване, като продълговата издатина, очертана от двете страни посредством две надлъжни бразди.
Бицепса е съставен от две глави:
- Къса глава (Caput breve) – започва с късо сухожилие от клюновидния израстък на лопатката и се спуска надолу, медиално от дългата глава.
- Дълга глава (Caput longum) – започва чрез дълго сухожилие от грапавината, разположена над ставната ямка на лопатката, което минава през кухината на раменната става и по този начин стабилизира главата на раменната кост.

Двете глави се сливат и образуват вретенообразно тяло, което се залавя със сухожилие за лъчевата кост. От крайното сухожилие в медиална посока се отделя плоска ветрилообразна пластинка, която се вплита в предмишничната фасция.
Мускулът има две основни функции – сгъване в лакътната става и супинация (завъртане на предмишницата, така че палеца да сочи встрани от тялото).